# Exo-CBX
EXO-CBX (hangul: 엑소-첸백시) – pierwsza oficjalna podgrupa południowokoreańskiego boysbandu EXO. Została założona przez SM Entertainment w 2016 roku, składa się z trzech członków EXO: Chena, Baekhyuna oraz Xiumina. Zadebiutowali 31 października 2016 roku z minialbumem Hey Mama!.

## Historia

### 2016: Powstanie i debiut zHey Mama!
29 lipca 2016 roku Chen, Baekhyun i Xiumin pojawili się na nagraniu zatytułowanym Reservoir Idols podczas trasy EXO – Exo Planet 3 – The Exo'rdium. Następnie 23 sierpnia 2016 roku wydali piosenkę „For You” do ścieżki dźwiękowej serialu telewizyjnego stacji SBS Dar-ui yeon-in – Bobogyeongsim ryeo. W wyniku tego spekulowano, że utworzą pierwszą podgrupę zespołu. Zostało to potwierdzone przez SM Entertainment 5 października. 23 października po raz pierwszy wykonali piosenkę „For You” jako unit na festiwalu 2016 Busan One Asia Festival. Tego samego dnia ogłoszono nazwę grupy – EXO-CBX (skrót od ChenBaekXi), od pierwszych liter pseudonimów członków.
31 października EXO-CBX wydali swój debiutancki minialbum Hey Mama!, Który zawierał pięć utworów z różnych gatunków muzycznych, w tym EDM, ballada R&B i retro pop, razem z teledyskiem do utworu tytułowego. Pierwszy występ grupy  odbył się w programie muzycznym M Countdown 3 listopada. 6 listopada został oficjalnie wydany film Reservoir Idols jako teledysk do utworu „The One”, jednego z utworów z minialbumu. Hey Mama! znalazł się na szczycie listy Billboard World Albums i południowokoreańskiej listy albumów Gaon. 15 listopada grupa zdobyła pierwsze trofeum w programie muzycznym The Show „Hej Mama!”. W listopadzie EXO-CBX nagrali remake piosenki ze ścieżki dźwiękowej gry Blade & Soul – „Crush U”. Piosenkę wykonali 18 listopada na koncercie N-Pop Showcase, będącym częścią światowego turnieju Blade & Soul w 2016 roku. 25 grudnia ukazał się teledysk do tej piosenki.

### 2017: Debiut w Japonii zGIRLS
10 marca 2017 roku ujawniono przez livestream, że EXO-CBX zadebiutują w Japonii w maju. 1 kwietnia grupa ogłosiła wydanie debiutanckiego minialbumu GIRLS, który ukazał się 24 maja. Krótki teledysk do głównego utworu z płyty „Ka-CHING!” został wydany 30 kwietnia.
14 czerwca ujawniono, że grupa wykona piosenkę przewodnią animowanego serialu Running Man.
15 września poinformowano, że EXO-CBX zaśpiewają utwór ze ścieżki dźwiękowej japońskiego serialu Final Life -Ashita, kimi ga kiete mo- (jap. ファイナルライフ -明日、君が消えても-), zatytułowany „Cry”, który został oficjalnie wydany 2 listopada.

### 2018: Pierwsza trasaJapan Arena Tour,Blooming DaysorazMAGIC
W styczniu 2018 roku, przez program on LINE, EXO-CBX zapowiedzieli, że szykują się do swojej pierwszej japońskiej trasy Arena Tour, zatytułowanej Magical Circus w maju i czerwcu. Trasa składała się z ośmiu koncertów w czterech miastach – Jokohamie, Fukuoce, Nagoi i Osace. 8 marca zapowiedzieli koreański comeback na kwiecień, a 20 marca zapowiedziano premierę japońskiego albumu studyjnego, MAGIC, na maj. 24 marca grupa wydała piosenkę „Someone Like You” do serialu Live. 10 kwietnia ukazał się drugi minialbum Blooming Days.
9 maja EXO-CBX wydali swój pierwszy japoński album studyjny, pt. MAGIC, promowany przez piosenkę „Horololo”.

## Dyskografia

### Dyskografia koreańska
Minialbumy
- Hey Mama! (2016)
- Blooming Days (2018)

### Dyskografia japońska
Albumy studyjne
- MAGIC (2018)

Minialbumy
- GIRLS (2017)

## Trasy koncertowe
Japońskie
- Magical Circus (2018)

## Nagrody

### Mnet Asian Music Awards
| Rok  | Kategoria                 | Nominowany | Wynik   |
| ---- | ------------------------- | ---------- | ------- |
| 2017 | Best Asian Style in Japan | EXO-CBX    | Wygrana |